# Чудаков, Николай Григорьевич
Николай Григорьевич Чудаков (1904—1986) — советский математик, область научных интересов — теория чисел и теория функций.

## Биография
Родился 1 декабря (14 декабря по новому стилю) 1904 года на хуторе Лысовск Новобурасского уезда Саратовской губернии в семье фельдшера.
Сначала учился на физико-математическом факультете Саратовского государственного университета, но затем перевелся в Московский университет, который окончил в 1927 году. C 1927 по 1930 годы был аспирантом МГУ. В 1930 году преподавал высшую математику в Саратовском университете. В 1936 году в Математическом институте АН СССР им. В. А. Стеклова защитил диссертацию на тему «О нулях L-рядов Дирихле» и стал доктором наук. До 1940 года работал в Москве, затем вернулся в Саратов, где жил до конца жизни. Но в период с 1962 по 1972 годы Чудаков по приглашению Юрия Линника работал в Математическом институте академии наук в Ленинграде.
В 1970 году он был приглашенным докладчиком на Международном конгрессе математиков в Ницце.
Умер 22 ноября 1986 года в Саратове.